# 3GPP
El Projecte Associació de Tercera Generació o més conegut per l’acrònim anglès 3GPP 3rd Generation Partnership Project és una col·laboració de grups d’associacions de telecomunicacions, coneguts com a Membres Organitzatius.
L’objectiu inicial del 3GPP era assentar les especificacions d’un sistema global de comunicacions de tercera generació 3G per a mòbils basant-se en les especificacions del sistema evolucionat "Global System for Mobile Communications" GSM dins del marc del projecte internacional de telecomunicacions mòbils 2000 de la Unió Internacional de Telecomunicacions (ITU). Més tard l’objectiu es va ampliar incloent el desenvolupament i manteniment de:
- El Sistema Global de telecomunicacions mòbils GSM incloent les tecnologies de radioaccés evolucionades del GSM (com per exemple el GPRS o l'EDGE).
- Un sistema de tercera generació evolucionat i més enllà del sistema mòbil basat en les xarxes de nucli evolucionades del 3GPP i les tecnologies de radioaccés recolzades pels membres del projecte (com per exemple la tecnologia UTRAN i els seus modes FDD i TDD).
- Un subsistema multimèdia d’IP (IMS) desenvolupat en un accés de manera independent.

L'estandardització 3GPP comprèn ràdio, xarxes de nucli i arquitectura de servei. Aquest projecte, nascut l'any 1988 no s'ha de confondre amb el Projecte Associació de Tercera Generació 2 (3GPP2), que té per objectiu l'especificació dels estàndards per una altra tecnologia 3G basada en el sistema IS95 (CDMA), i que és més conegut per l’acrònim CDMA2000.
L'equip de suport 3GPP, també conegut com el Centre de Competències Mòbils està situat a les oficines de l'ETSI a Sophia Antipolis (França).

## Membres organitzatius
Els sis Membres Organitzatius són d'Àsia, Europa i Amèrica del Nord. El seu objectiu és determinar la política i estratègia del projecte 3GPP junt amb les següents tasques:
- Aprovació i manteniment dels objectius del 3GPP.
- Descripció del projecte.
- Prendre la decisió de crear o eliminar Grups Tècnics d'Especificació així com aprovar i definir els seus objectius.
- Definir els requisits a complir per formar part de la família 3GPP
- La distribució del finançament.
- Actuar com a òrgan de representació.

Junt amb els Membres de Representació dels Mercats fan les següents tasques:
- El manteniment del tractat a firmar pels membres del 3GPP.
- L'aprovació d'aplicacions per als membres del 3GPP
- Prendre la decisió i full de ruta envers una possible dissolució del projecte 3GPP.

| Organització                                                  | Procedència   | Responsable         | Web             |
| ------------------------------------------------------------- | ------------- | ------------------- | --------------- |
| The Association of Radio Industries and Businesses (ARIB)     | Japó          | Tatsuyoshi Nakamura | www.arib.or.jp  |
| The Alliance for Telecommunications Industry Solutions (ATIS) | Estats Units  | Steve Barclay       | www.atis.org    |
| China Communications Standards Association (CCSA)             | Xina          | Shizhuo Zhao        | www.ccsa.org.cn |
| The European Telecommunications Standards Institute (ETSI)    | Europa        | Susanna Kooistra    | www.etsi.org    |
| Telecommunications Technology Association (TTA)               | Corea del Sud | Hyoung Jin Choi     | www.tta.or.kr   |
| Telecommunication Technology Committee (TTC)                  | Japó          | Takeshi Sugiyama    | www.ttc.or.jp   |

## Membres de Representació dels Mercats
Els Membres Organitzatius tenen la possibilitat de convidar a Membres Representatius dels Mercats, els quals:
- Tenen l'habilitat d'oferir consell al 3GPP així com aportar una visió dels requerimets del mercat.
- Cuiden de totes les parts del projecte 3GPP
- Han signat el tractat de pertinença al projecte 3GPP.

A Desembre de 2011 els Membres de Representació dels Mercats són::
| Organització                                   | Web                      |
| ---------------------------------------------- | ------------------------ |
| IMS Forum                                      | www.imsforum.org         |
| TD-Forum                                       | www.tdscdma-forum.org    |
| GSA                                            | www.gsacom.com           |
| GSM Association                                | www.gsmworld.com         |
| IPV6 Forum                                     | www.ipv6forum.com        |
| UMTS Forum                                     | www.umts-forum.org       |
| 4G Americas                                    | www.4gamericas.org       |
| TD SCDMA Industry Alliance                     | www.tdscdma-alliance.org |
| InfoCommunication Union                        | www.icu.org.ru           |
| Femto Forum                                    | www.femtoforum.org/femto |
| CDMA Development Group                         | www.cdg.org              |
| Cellular Operators Association of India (COAI) | www.coai.com             |
| NGMN Alliance                                  | www.ngmn.org             |

## Estàndards
Els estàndards del projecte 3GPP s'estructuren com a versions o releases.
| Versió    | Data                    | Informació |
| --------- | ----------------------- | --- |
| Fase 1    | 1992                    | Característiques del sistema GSM |
| Fase 2    | 1995                    | Característiques del sistema GSM, Còdec EFR, |
| Versió 96 | 1997 Q1                 | Característiques del sistema GSM, 14.4 kbit/s d’amplada de banda per usuari, |
| Versió 97 | 1998 Q1                 | Característiques del sistema GSM, Aparició del GPRS |
| Versió 98 | 1999 Q1                 | Característiques del sistema GSM, Aparició del AMR, EDGE i GPRS per PCS1900 |
| Versió 99 | 2000 Q1                 | Aparició de la primera xarxa de tercera generació UMTS, incorporant una interfície d’aire CDMA |
| Versió 4  | 2001 Q2                 | Originalment anomenada Versió 2000 – afegia característiques com una Xarxa de nucli all-IP |
| Versió 5  | 2002 Q1                 | Va introduir l'IMS i el HSDPA |
| Versió 6  | 2004 Q4                 | Operació integrada amb Xarxes LAN Wireless LAN i afegia HSUPA, MBMS, millores al IMS com Push to Talk over Cellular (PoC) i GAN. |
| Versió 7  | 2007 Q4                 | Aquesta versió es va centrar en rebaixar la latència, millorar la Qualitat de Servei QoS i l’ús d’aplicacions en temps real com ara la Veu sobre IP VoIP. Aquesta versió també es va centrar en el desenvolupament de la xarxa HSPA+ (High Speed Packet Access Evolution), una millora en l’amplada de banda dels sistemes GSM EDGE anomenada EDGE Evolution, el protocol d’alta velocitat SIM i el protocol de comunicació sense contacte (Near Field Communication que va permetre als operadors oferir serveis com ara el pagament a través del mòbil Mobile Payments). |
| Versió 8  | 2008 Q4                 | Apareix la primera versió de xarxa LTE així com la xarxa All-IP (SAE). Apareixen també les noves interfícies de ràdio OFDMA, FDE i MIMO que no seran compatibles amb les xarxes basades en CDMA. Per acabar trobem una primera especificació del Dual-Cell HSDPA. |
| Versió 9  | 2009 Q4                 | Millores a la xarxa SAE, aparició del WiMAX i compatibilitat entre xarxes LTE i UMTS. Es segueix amb el desenvolupament del Dual-Cell HSDPA amb MIMO, i apareix el Dual-Cell HSUPA. |
| Versió 10 | 2011 Q1                 | Apareix l’LTE avançat LTE Advanced complint els requisits de l'IMT Advanced 4G. Aquesta nova especificació serà compatible amb l’LTE desenvolupat a la versió 8. Apareix la tecnologia Multi-Cell HSDPA (4 portadores). |
| Versió 11 | Previst pel Q3 del 2012 | Interconnexió IP de serveis avançada, interconnexió a la capa de servei entre operadors nacionals i proveïdors d’aplicacions. |

Cada versió incorpora centenars d’estàndards individuals, cada un dels quals pot tenir diferents revisions. La versió actual dels estàndards 3GPP incorporen l’última revisió dels estàndards GSM.
Els documents amb els estàndards i les seves revisions estan disponibles de manera gratuïta a la web del projecte 3GPP. Tot i que els estàndards 3GPP poden resultar desconcertants per als no introduïts en la matèria són remarcablement complets i detallats, i proporcionen una visió de com la indústria de les telecomunicacions mòbils funciona. No es limiten a cobrir la part que podríem anomenar de ràdio (“interfície aire”) i la Xarxa de Nucli, sinó que ofereixen informació i trucades codificades a nivell de codi font. Aquests aspectes criptogràfics (autentificació i confidencialitat) són també especificats en detall pel projecte 3GPP2.

## Estàndards de mòbils
En aquest quadre, podem veure quins estàndards formen part de la família 3GPP.

## Grups d'especificació
Les diverses especificacions del projecte 3GPP van a càrrec de diferents Grups Tècnics d’Especificació (GTE) formats per un o més Grups de treball (GT).
A continuació esmentarem quatre dels més importants:
- GERAN (Xarxa de radioaccés GSM/EDGE): El GERAN és el responsable de l'especificació ràdio de la tecnologia GSM, incloent-hi GPRS i EDGE. Es compon de tres grups de treball.
- RAN (Xarxa de radioaccés): El grup tècnic RAN és el responsable de l'especificació UTRAN i E-UTRAN. Es compon de 5 grups de treball.
- SA (Servei i aspectes del sistema): L’SA especifica els requeriments de servei i l'arquitectura global dels sistemes 3GPP. També és la responsable de la coordinació del projecte. Aquest grup tècnic també es compon de 5 grups de treball.
- CT (Xarxa de nucli i terminals): El CT és l'encarregat de l'especificació de la xarxa de nucli i les parts terminal del 3GPP. Això inclou the core network - terminal layer 3 protocols. Es compon de 4 grups de treball.

L'estructura 3GPP també inclou un Grup de Coordinació del Projecte, qui és l’òrgan suprem de decisió. La seva missió inclou la gestió del calendari global del projecte.

## Procés d'estandardització
El treball d’estandardització del projecte 3GPP es basa en la contribució. Les companyies (“membres individuals”) participen a través de la seva associació a un dels Membres Organitzatius del projecte 3GPP. A abril del 2011 el projecte 3GPP està format per més de 370 membres individuals.
El treball d’especificació és donat a nivell de Grups de Treball o de Grups Tècnics d’Especificació:
- Els grups de treball del 3GPP es reuneixen diverses vegades a l’any. Aquests preparen i discuteixen possibles canvis en les especificacions. Un canvi acceptat a nivell de grup de treball és anomenat un “acordat”.
- Els Grups Tècnics d’Especificació es reuneixen quatrimestralment. En aquestes reunions es poden aprovar els canvis proposats pels Grups de Treball. Algunes especificacions són responsabilitat directa dels GTE, de manera que són aquests qui proposen i aproven o no el canvi. Si un canvi és aprovat (ja sigui provinent dels GT o directament dels GTE) és incorporat directament a les especificacions 3GPP.

El projecte 3GPP segueix una metodologia basada en tres fases, tal com es defineix a la recomanació I.130 del ITU-T:
- Fase 1: Es defineixen els serveis requerits des del punt de vista de l’usuari
- Fase 2: Es defineix una arquitectura per donar solució als serveis requerits.
- Fase 3: Es defineix una implementació de l’arquitectura especificant els protocols en detall.

Es podria considerar l'existència d'una fase 4 del procés que consistiria a analitzar i comprovar el funcionament de l'especificació.
Les especificacions són agrupades en versions. Una versió consisteix en un conjunt consistent i complet de característiques i especificacions.
El calendari és definit per a cada versió especificant i deixant marcada una data per a cada una de les fases així com una data final de lliurement. Una vegada la data està marcada només es permeten correccions essencials, està prohibit afegir o modificar funcions.

## Desplegament
Els sistemes 3GPP es troben desplegats per la majoria del territori on el mercat GSM és establert. Majorment trobem sistemes de Versió 6, però ençà l’any 2010, amb el mercat de smartphones creixent de manera exponencial, l’interès pels sistemes HSPA+ i LTE està portant a les companyies a adoptar sistemes Versió 7 i de més avançats.
Des de 2005, els sistemes 3GPP estan sent desenvolupats en els mateixos mercats que els sistemes 3GPP2 de tecnologia CDMA. Eventualment els estàndards 3GPP2 desapareixeran deixant pas als 3GPP com a únics estàndards de tecnologia mòbil.